# Bas Banning en de verdwenen Rembrandt
Bas Banning en de verdwenen Rembrandt is een in 1961 verschenen deel uit de Bas Banning-serie van A. van Aardenburg (pseudoniem van Herman Pijfers). Het museum in de buurt waar Bas woont bezit één Rembrandt en deze wordt op een dag gestolen. Bas probeert de diefstal tot een oplossing te brengen.

## Personages
- Bas Banning, net klaar met eindexamen HBS en nu begonnen aan zijn eerste baan, bij de krant De Morgen.
- Lagerwei, redactiechef van De Morgen en baas van Bas
- Heiligers, fotograaf van de krant

De omwonenden van het Nachtegaalsplein:
- Henk en Bart van der Laan, de eerste een vriend van Bas, de andere diens jongere broer
- Van Geffen en diens kleinzoon Kareltje
- Stavenuiter, makelaar die de zaken behartigt van de man die de huizen aan het plein bezit
- Mijnheer van de Vlist
- juffrouw Groenekoop
- Kapitein Donders
- Van der Made, rechercheur
- Valk, rechercheur
- Zuidema, politieman
- Kees Oosterhout, oude schipper
- Frits Molenijzer
- Krijn Oliehoek, marktkoopman
- Lameris, schoenmaker

## Inhoud
Op een zaterdagavond in juli komt Bas Banning laat thuis en ziet een groep mensen op straat staan voor het huis van Van Geffen. Diens kleinzoon Kareltje is nog niet thuisgekomen, waarop de buurtbewoners zich verdelen in groepjes die systematisch de buurt afzoeken. Henk van der Laan bedenkt dat het jongetje mogelijk bij het museum is gaan schuilen tegen de regen en daarna is ingesloten. Bij de achterzijde van het gebouw aangekomen, horen ze hem inderdaad roepen. Henk en Bas klimmen over de muur en met zijn zakmes weet Hank het raam te ontgrendelen en zo Kareltje te bevrijden. De sloten van het museum zijn dus niet veilig en Van der Vlist zal dit de volgende dag verbeteren. Aangezien Bas en Henk zich moeten haasten om nog op tijd in de bioscoop te zijn, is er geen tijd om rechercheur Van der Made van het gebrek op de hoogte te stellen.
Die nacht wordt ingebroken in het museum door iemand die de sporen van Henk gebruikt om die van hemzelf te camoufleren. Hij loopt naar een zaaltje zonder ramen waar een klein schilderij hangt, voorstellende een man met een helm. Dit neemt hij mee.
De volgende dag komen de rechercheurs Van der Made en Valk bij Van der Laan thuis om Henk te ondervragen. Zijn kamer wordt onderzocht, een museumcatalogus, een boek over Rembrandt, en Henk zelf worden meegenomen. Op het politiebureau verdwijnt Van der Made en verhoren de rechercheurs Valk en Zuidema hem. Uit het museum is die nacht het kostbaarste stuk, een echte Rembrandt, gestolen en de enige sporen zijn die van Henk. Bovendien ontbreken uit Henks catalogus twee pagina's en zijn bij een afbeelding van het betreffende schilderij de werkelijke afmetingen er met potlood bij geschreven. Henk verklaart dat hij vroeger op school een opstel niet op de vereiste lengte had kunnen krijgen en er ter opvulling toen maar een plaatje uit de catalogus bij heeft geplakt. Omdat het schilderij het boek de indruk wekt veel groter te zijn dan het werkelijk is had hij er de afmetingen bij geschreven.
Na het verhoor overdenkt Henk de gebeurtenissen in zijn cel. Aangezien zijn zakmes in het museum is aangetroffen en zijn voetafdruk ook is gevonden in een zaal waar hij niet is geweest, vermoedt hij dat iemand de schuld op hem heeft willen afschuiven. Dan moet die persoon dus weten dat Henk kort daarvoor in het museum is geweest, wat de kring van verdachten erg klein maakt. In de hoop een alibi te vinden loopt Henk zijn gangen van die avond na, waarbij hij zich herinnert de laatste bus met slechts één passagier te hebben zien vertrekken. Een ander gegeven is dat hij Van der Made om half één in de avond het bureau uit heeft zien komen. Nadat de chauffeur en Van der Made zijn opgespoord en de juistheid van Henks verhaal is bevestigd mag hij naar huis.
Twee weken na de diefstal merkt Henk dat de verdenking hem belemmert bij het krijgen van een baan. Daarom probeert hij de kring van verdachten te verkleinen door na te gaan wie wisten dat hij zijn zakmes was kwijtgeraakt bij de redding van Kareltje. Behalve zijn eigen familie en Bas blijft Stavenuiter over, maar die hoorden ze tijdens de diefstal thuis piano spelen. Op de krant moet Bas een berichtje persklaar maken dat de politie een spoor meent te hebben gevonden in de zaak. Twee dagen later, een vrijdag, krijgt Bas een idee over de schoenen. Hij informeert bij de Van der Laans wie de schoenmaker is die Henks schoenen heeft gerepareerd. Meteen gaat Bas naar deze Lameris en vraagt naar hakken maat 43, merk wolf. Lameris raakt hierdoor zo verontrust dat die Bas sommeert te vertrekken. Twee minuten later ziet Bas door de etalageruit hoe Lameris in zijn werkplaats een telefoongesprek voert. Bas weet genoeg en vertrekt dan om de repetitie voor de taptoe bij te wonen en te bekijken waar Heiligers, fotograaf van de krant, het beste foto's kan schieten.
Die avond meent Bas bij nader inzien zich te onbesuisd te hebben gedragen bij Lameris, die nu gewaarschuwd is. In gedachten verzonken haalt hij zijn platenspeler tevoorschijn en begint plaatjes te draaien. Wanneer hij het raam opent, stroomt de erbarmelijke pianomuziek van Stavenuiter naar binnen, die maar geen vorderingen met Chopin weet te boeken. Bas komt op een idee en loopt naar buiten. Bij Stavenuiter brandt licht en Bas raapt op de weg wat kiezels bij elkaar die hij tegen het raam van Stavenuiter gooit. Dan roept rechercheur Van der Made hem aan om te waarschuwen voor een auto die met grote vaart aan komt, maar wordt zelf aangereden. De langslopende Van Geffen belt meteen de politie terwijl Bas bij de rechercheur blijft, die buiten bewustzijn is geraakt. Alles ging zo snel dat Bas de politie niets kan vertellen over het nummerbord of zelfs maar het type auto.
Zaterdagmiddag zit Bas bij Henk thuis de gebeurtenissen te bespreken. Na een operatie is Van der Made buiten levensgevaar, maar ook nog steeds buiten bewustzijn. Ze bedenken het plan om hem een fruitmand te sturen namens alle pleinbewoners. Van der Made was overtuigd van Henks onschuld. Die avond zal de taptoe plaatsvinden en daarbij kan Stavenuiter als lid van het feestcomité niet ontbreken. Henks jongere broer Bart is van plan die avond een kijkje in het huis van Stavenuiter te nemen. Daar treft hij een bandrecorder aan in de pianokamer en wordt buiten westen geslagen.
Diezelfde avond is Bas bij de taptoe aanwezig en houdt een waakzaam oog op Stavenuiter. Tijdens de pauze loopt die, gevolgd door Bas, de tribune af en een café binnen, waar hij een bijeenkomst met Lameris heeft. Als ze het etablissement verlaten volgt Bas Lameris, die in een donker steegje schiet. Bas staat in tweestrijd omdat hij bij de taptoe aanwezig dient te zijn als die om half twaalf wordt afgesloten met een groot vuurwerk en ook anderszins een groot feest is, want veel inwoners zijn uitgedost als zeventiende en achttiende-eeuwers. Bas besluit toch de steeg in te gaan en wordt daar overmeesterd door Lameris, die gemerkt heeft dat hij gevolgd werd. Lameris voert Bas onder bedreiging met een vuurwapen mee, maar als ze langs de toren komen waarvan Bas weet dat bovenin militaire trompettisten staan te wachten om het taptoesignaal te blazen, ziet Bas kans de toren in te vluchten en naar boven te lopen. Daar de muzikanten zo geconcentreerd zijn op hun taak dat ze niet opzij kijken en dus niets merken, krijgt Lameris Bas weer in zijn macht. Bas weet alsnog te ontsnappen als Lameris even gedesoriënteerd raakt doordat alle lichten uitgaan voor de opkomst van het zogeheten spookpeloton. Dit betreft een exercitiedetachement van de luchtmacht, bestaande uit jonge soldaten die een geheel geluidloze exercitieshow opvoeren - er zijn geen commando's en men draagt rubberzolen. De perfectie waarmee de exercitiepatronen worden uitgevoerd maken diepe indruk. Bas is tussen het peloton geglipt maar kan er niet meer uit omdat het peloton heel dicht op elkaar gaat staan. Zo moet hij wel mee naar het grote plein op de Markt. Daar voert de politie hem af, waarna hij verslag van zijn ontdekking kan doen.
Om half elf is Bart nog steeds niet teruggekeerd van zijn inbraak bij Stavenuiter. Omdat het tijd wordt naar het vuurwerk te gaan, neemt Henk poolshoogte en ziet Lameris het huis binnengaan. Henk volgt hem maar wordt met een vuurwapen in bedwang gehouden. Henk geeft de kroonluchter een zwieper die in zijn val Lameris uitschakelt, zodat Henk zijn vastgebonden broer kan bevrijden. Dan horen ze Lameris per auto vluchten. Bart heeft gezien dat Lameris een dunne rol uit de kluis van Stavenuiter heeft gehaald, kennelijk de gestolen Rembrandt.
Krijn Oliehoek komt net aangereden en met diens auto wordt de achtervolging ingezet. Lameris rijdt naar het gedeelte langs de rivier dat is afgezet vor het vuurwerk, maar hij negeert de afzetting. met als gevolg dat ook de politie de achtervolging inzet. Lameris stapt over in een motorboot, een van de speedboten waarmee de volgende dag een race gehouden zal worden. Krijn Oliehoek neemt een andere speedboot. Lameris' doel is een jacht dat in de rivier ligt. Stavenuiter vertrekt net per roeiboot, maar kapseist bij zijn ontsnappingspoging. Daarmee is de klopjacht ten einde.
Bas en rechercheur Van der Made lichten alle betrokkenen in omtrent de situatie. Bas begon Stavenuiter te verdenken toen die ongebruikelijk laat nog piano zat te spelen en telkens dezelfde fouten maakte. Toen is bij Bas het idee ontstaan dat een opname werd afgespeeld om zo een alibi te fabriceren. De door speelschulden geplaagde Stavenuiter was al een tijd van plan de Rembrandt te stelen en te verkopen aan de rijke Amerikaanse kunstverzamelaar Malone, de eigenaar van het jacht. Deze zette Stavenuiter overboord toen hij de politiesirene hoorde. Lemaris was in het verleden betrokken bij duistere praktijken, maar kreeg hier genoeg van en trok naar Meerwijk om zijn eigenlijke beroep van schoenmaker op te pakken. Dat bracht evenwel onvoldoende op om de huur te kunnen betalen, zodat er achterstand ontstond en Lemaris in de macht van Stavenuiter kwam. Het incident met de zoekgeraakte Kareltje betekende een unieke gelegenheid om de Rembrandt te stelen en de schuld op Henk te schuiven. De afloop heeft als blijvend gevolg dat de buurtbewoners een betere omgang bereiken, omdat de rijke kant niet langer neerkijkt op de armere aan de overkant.

## Structuur
Het is gebruikelijk voor de reeks dat op de eerste pagina al een verwijzing naar de komende gebeurtenissen te vinden is. In dit deel fietst Bas 's avonds naar huis en onderweg is het zo stil alsof hij zich in 'een museum van oude meesters' bevindt. Eveneens gebruikelijk is dat de achtergrond waartegen het verhaal zich afspeelt deel uitmaakt van de intrige. In dit deel hebben tal van festiviteiten plaats die alle de gebeurtenissen beïnvloeden.

## Publicatiegeschiedenis
De populaire serie werd na de eerste uitgave bij Uitgeverij De Fontein geregeld herdrukt. In de jaren zestig in een reeks van vier omnibussen, met in elk deel drie eerder los verschenen avonturen. In de jaren zeventig verschenen licht herziene paperbacks met nieuwe omslagen en illustraties.

## Bron
A. van Aardenburg, Bas Banning en de verdwenen Rembrandt. Utrecht: Uitgeverij Fontein.
Bas Banning en de zwarte ruiter · Bas Banning en de vliegende cowboys · Bas Banning en de geheimzinnige kabelbaan · Bas Banning en de autosmokkelaars · Bas Banning en het Spaanse galjoen · Bas Banning en de Tour de France · Bas Banning en de DAF-600 · Bas Banning en de geheime raket · Bas Banning en de verdwenen Rembrandt · Bas Banning en de Rode hand · Bas Banning en de zweefmannen · Bas Banning en de schatgravers